# Euthalia diversa
Euthalia diversa är en fjärilsart som beskrevs av Evans 1912. Euthalia diversa ingår i släktet Euthalia och familjen praktfjärilar. Inga underarter finns listade i Catalogue of Life.